# Dragó cuaample
El dragó cuaample, dragó de cua de fulla del sud o dragó de cua de fulla de Sydney (Phyllurus platurus) és un dragó comú de la família Carphodactylidae que es troba a la conca de Sydney. L'espècie utilitza el seu color motejat per camuflar-se contra l'escorça o la roca, i si està amenaçada pot deixar caure la seva gran cua carnosa com a esquer. La cua també és útil per emmagatzemar greix. Aquesta espècie de dragó és comuna en captivitat com a mascota, és un caçador d'emboscades nocturn, confiant en el camuflatge i la paciència per atrapar preses. Les preses principals inclouen grans invertebrats nocturns com ara aranyes, paneroles i escarabats.

## Descripció
La seva longitud del musell a la cloaca és de 9,5 cm. Si es compta la cua, l'animal arriba als 15 cm. És de color marró motejat amb protuberàncies baixes i irregulars sobre el cos, les cues originals tenen el mateix color que el cos amb protuberàncies grans lleugerament espinoses, mentre que les cues regenerades són més gruixudes i llises.
Pon un o dos ous per posta i els diposita en escletxes. Les cries es desclouen després de vuit a deu setmanes.

## Hàbitat
Habiten generalment a la zona de la conca de Sydney, al nord de Newcastle i al sud de l'Illawarra.Se'ls pot trobar principalment a zones rocoses, com ara roques, pares de roca o petites esquerdes de roca, però també es pot trobar de manera natural als arbres, fins i tot en zones sense hàbitat rocós immediat. Pot ocupar una àmplia gamma de nínxols, des de barrancs de la selva temperada fins a línies de cresta d'esclerofil·les més seques. També s'ha adaptat bé a les estructures humanes i es pot trobar en garatges, tanques, murs de contenció i habitatges.

## Captivitat
És una espècia comuna com a mascota entre els rèptils, ja que és considerada que és fàcil de mantenir. A Austràlia es necessita una llicència per tenir-lo, però les condicions canvien entre un estat i un altre.

## Galeria

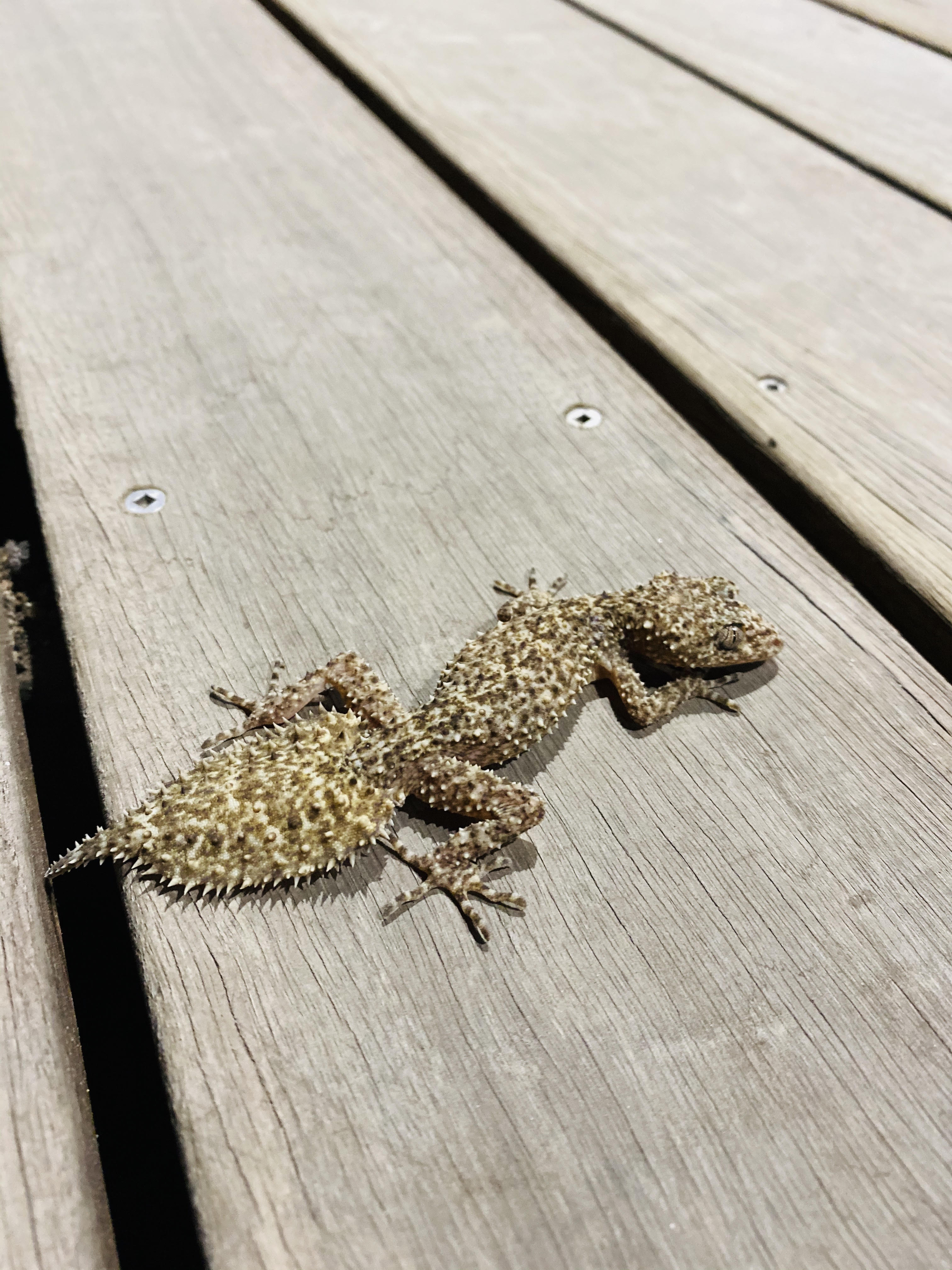
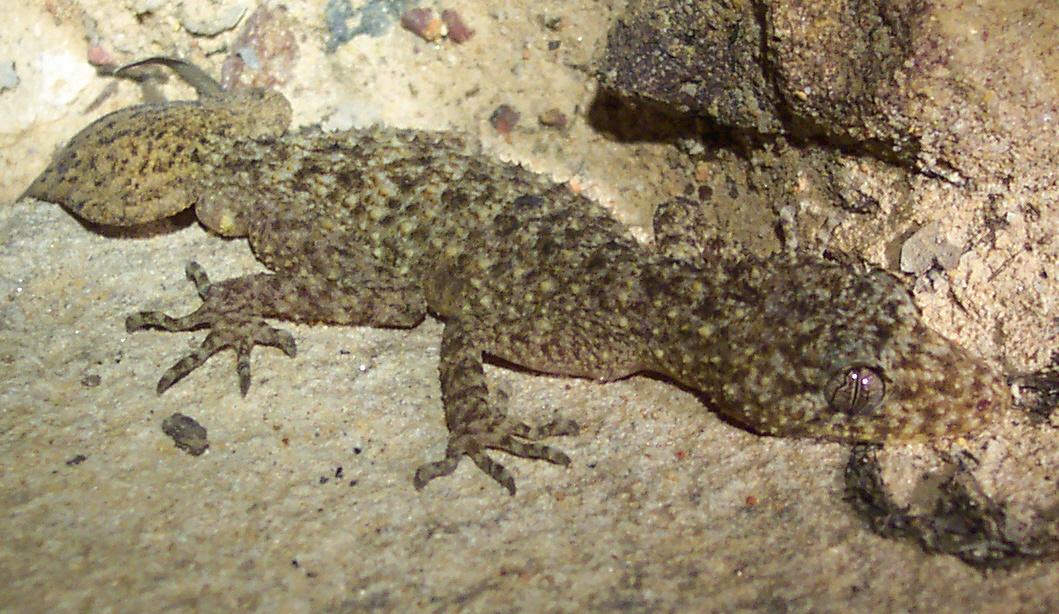
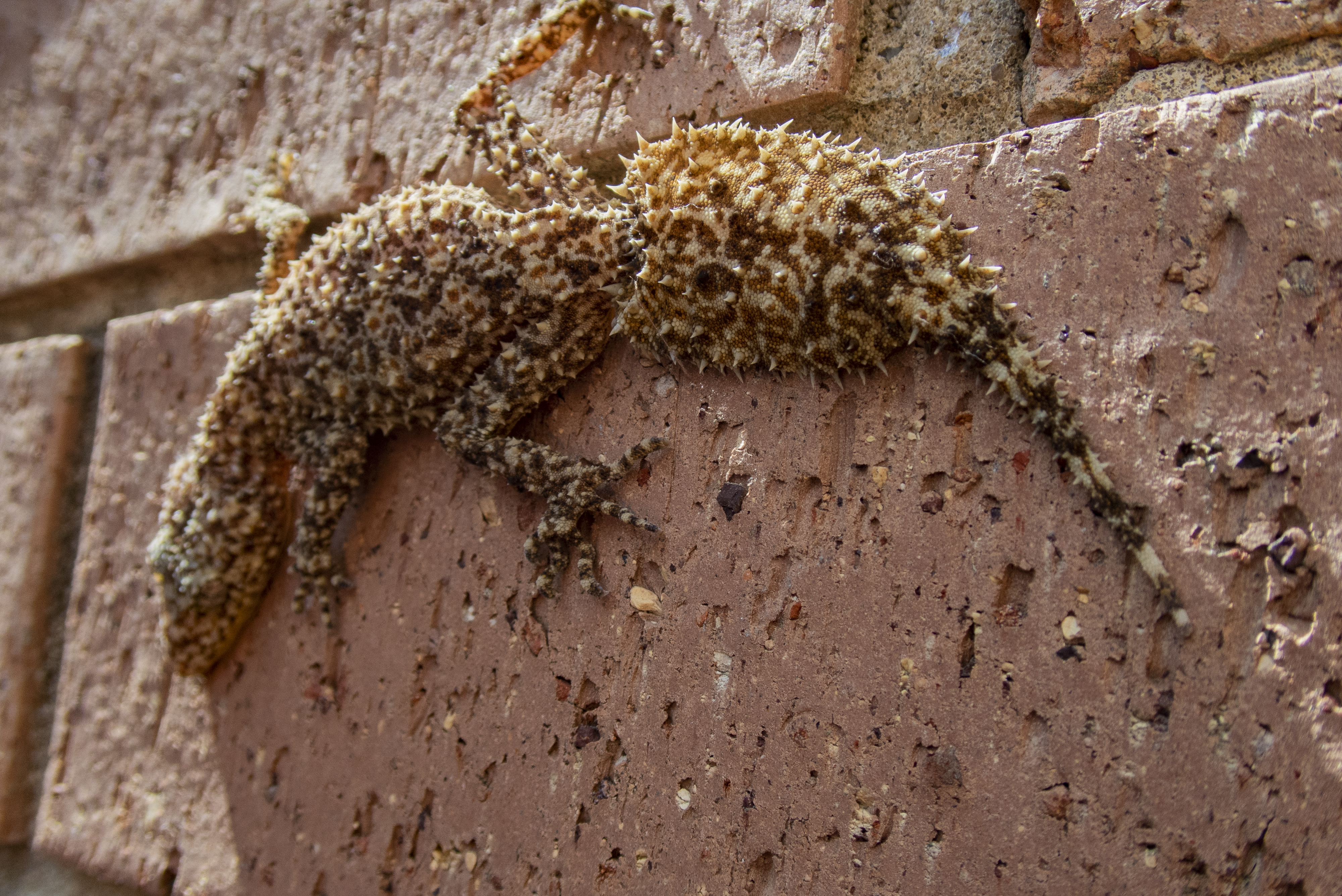
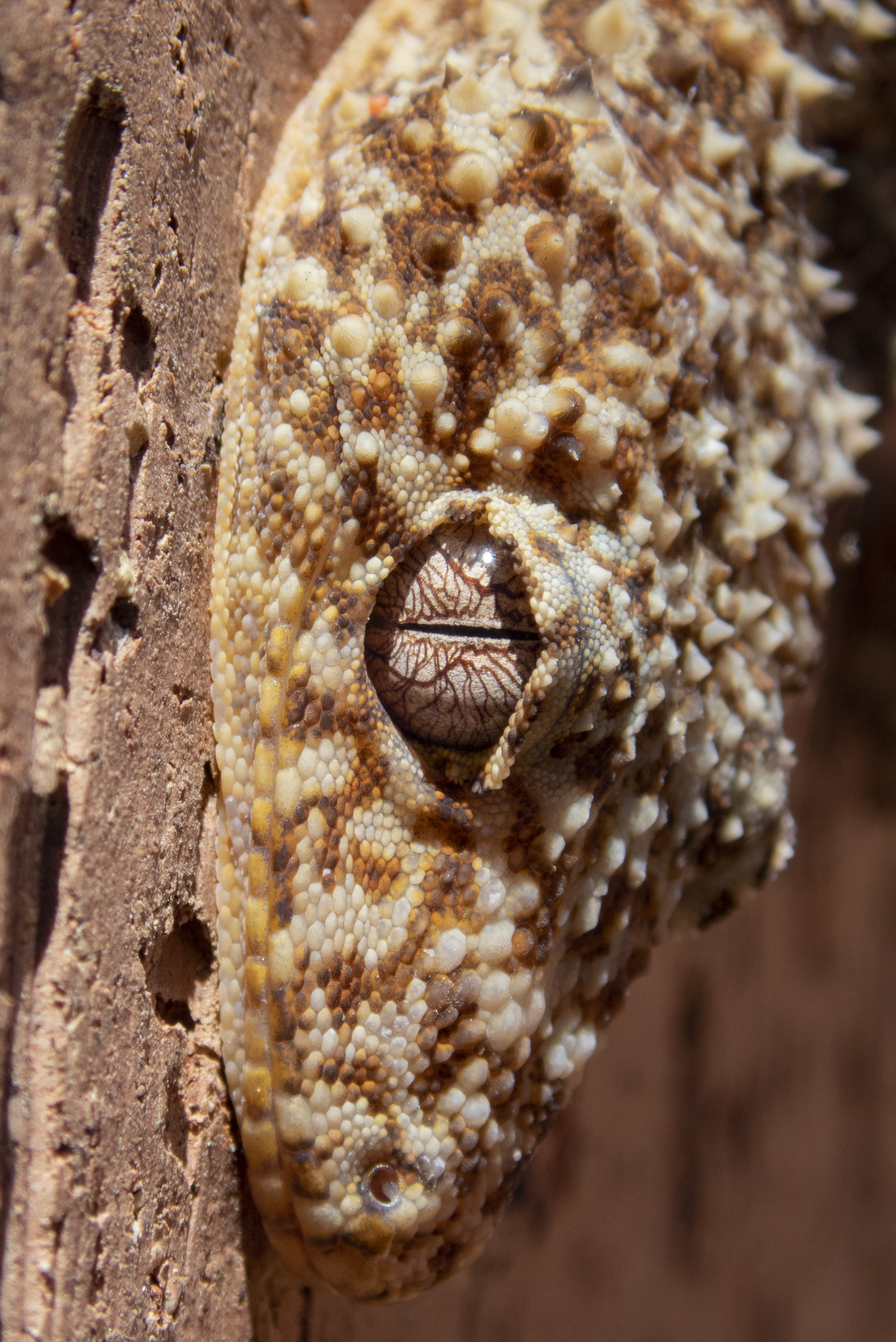